# Geylegphug
Geylegphug(( tibetano : དགེ་ལེགས་ཕུ་) é uma cidade no distrito de Sarpang no Butão.
Geylegphug está localizado na fronteira com a Índia, cerca de 30 km a leste de Sarpang.Tem uma população estimada de 9.200 conforme o censo de 2005.